# 加利恰尼 (戈羅霍夫區)
50°26′8″N 24°54′10″E / 50.43556°N 24.90278°E
加利恰尼（烏克蘭語：Галичани），是烏克蘭的村落，位於該國西部沃倫州，由盧茨克區負責管轄，始建於1528年，面積13.68平方公里，海拔高度222米，2001年人口735，人口密度每平方公里53.73人。